# Planning for Real
Il termine Planning for Real, o PfR, in urbanistica indica una tecnica utilizzata per condurre un processo di progettazione urbana partecipata, ormai ampiamente utilizzata nel Nord Europa dagli esponenti del New Urbanism. Il nome le venne assegnato dagli ideatori - un gruppo di ricercatori dell'Università di Nottingham guidati da Tony Gibson - negli anni settanta, e non è mai stato tradotto in italiano (letteralmente significa "pianificazione per davvero").

## Descrizione

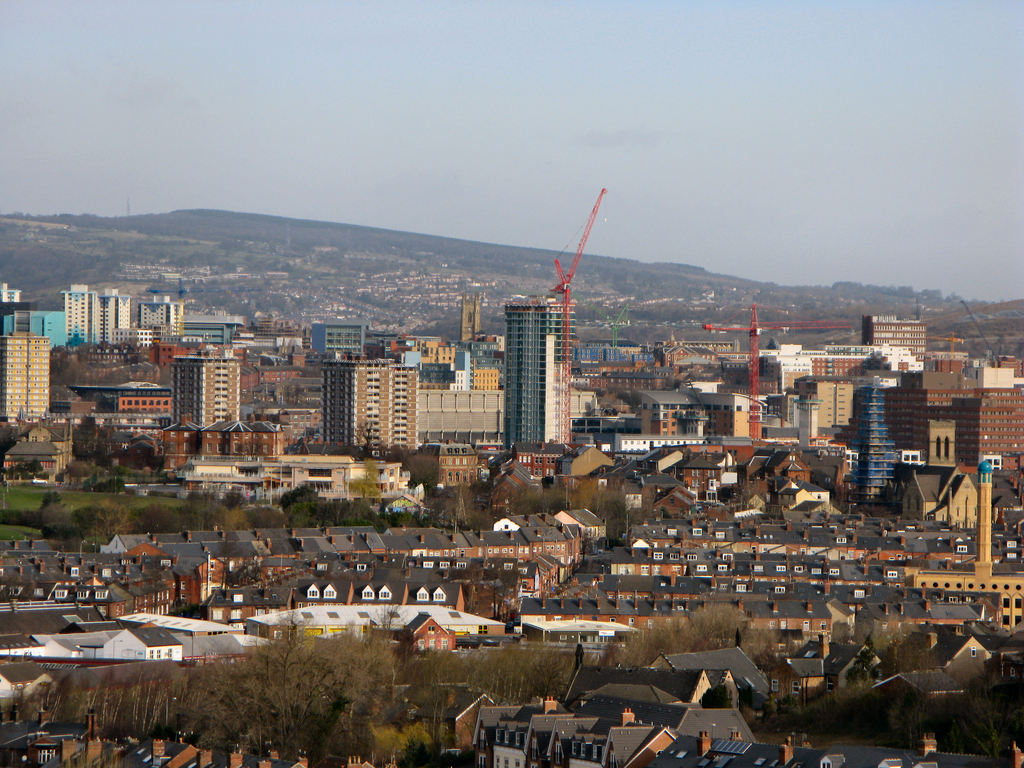
Il PfR viene utilizzato a Sheffield

Si tratta di un procedimento complesso che coinvolge le differenti professionalità (architetti, ingegneri, urbanisti, sociologi, avvocati ecc.), che svolgono il ruolo di facilitatori e coordinatori, e gli abitanti del luogo dove si vuole intervenire, che svolgono il ruolo di giocatori. Di medio-lunga durata, il processo che porta alle decisioni progettuali finali si articola in diverse "fasi", qui sotto riportate:
- Costruzione del plastico: i giocatori costruiscono un plastico (in scala 1:250 solitamente) della zona interessata alle ipotetiche trasformazioni
- La comunicazione: il plastico viene messo in mostra, per un breve periodo, in luoghi molto frequentati dalla comunità[1]
- Ipotesi di intervento: il plastico sarà ricoperto di figurine (che indicano dove intervenire), contenenti suggerimenti (sul come intervenire)
- Negoziazione e scelta delle priorità: le figurine vengono raccolte e suddivise, democraticamente tramite discussione, in 3 gruppi a seconda dell'urgenza con cui si ritiene debbano essere svolti (lavori necessari e/o urgenti, non impellenti, o da realizzare in futuro)
- Analisi e presa di coscienza dei progettisti con potere decisionale finale (dopo il consulto popolare, i tecnici di settore verificano effettiva fattibilità e danno inizio ai lavori)

È riconosciuta ed accettata fra i metodi dell'American Planning Association, e si sta diffondendo a livello teorico, anche in Italia, grazie anche al lavoro dell'Università degli Studi Roma Tre. Solitamente viene realizzata per gli interventi di microurbanistica, ma non mancano le applicazioni in contesti più grandi. È molto utile per la creazione di un agenda di priorità, che fornisca una prima base di risposte cui i progettisti e le amministrazioni possano attingere per utilizzarle o per dimostrare la mancanza di necessità.
L'obiettivo finale è quello di creare un progetto che nasca e si sviluppi nella piena consapevolezza della pluralità di usi, di agenti e di utenti che contraddistinguono la città contemporanea.

## Applicazioni
In Regno Unito è una pratica molto diffusa. È stata infatti applicata in città come Sheffield (per High Hazels Park) o per Queensborough and Rushenden.